# Ghost Cat (película de 2003)
Ghost Cat, es una película de 2003 hecha para televisión, protagonizada por Elliot Page y Nigel Bennett. Fue dirigida por Don McBrearty y escrita por Larry Ketron. La película está basada en la novela Ghost Cat de Beverly Butler. 

## Argumento
Un hombre viudo y su hija adolescente,  se mudan a una casa que una vez fue propiedad de la amistosa Sra. Ashboro y su gata mascota, Margaret. Pronto comienzan a suceder cosas extrañas, y más tarde se dan cuenta de que el fantasma de la gata de la señora Ashboro, que murió el mismo día que su dueña, está rondando la casa.

## Reparto
- Michael Ontkean - Wes Merritt
- Elliot Page (acreditado como Ellen Page) - Natalie Merritt
- Lori Hallier - Brenda
- Shirley Knight - Mrs. Ashboro
- Shawn Roberts - Kurt
- Mark Rendall - Pearson
- Tom Barnett - Boyd Ashboro
- Evan Monk - Uncle Tom
- Jacob Kerl - Franny
- Nigel Bennett - Riker
- Kelti MacMillan - Jan
- Wade Lynch - Terry
- Pam Stevenson - Sandra
- Meghan Fraser - Store Clerk

## Premios
- Elliot Page ganó un Gemini Award por Mejor Presentación en un Programa o Serie de Televisión para niños.

- Datos: Q5557062